# Revolta Herzegovina
A Revolta Herzegovina (em sérvio e croata: Hercegovački ustanak, em cirílico: Херцеговачки устанак) foi uma revolta liderada pelos sérvios bósnios contra o Império Otomano, primeiramente na Herzegovina (daí o seu nome) e depois na Bósnia. É a mais importante das rebeliões contra o domínio otomano na Herzegovina. A revolta foi precipitada pelo duro tratamento dos beys e aghas na província otomana da Bósnia.
As reformas anunciadas pelo sultão otomano Abdul Mejide I, envolvendo novos direitos para os súditos cristãos, uma nova base para o recrutamento do exército, e um fim ao odiado sistema de impostos agrícolas, ou eram resistidos ou ignorados pelos poderosos latifundiários bósnios. Com frequência recorrem as medidas mais repressivas contra os seus súditos cristãos. A carga tributária sobre os camponeses cristãos aumentava constantemente. Mais de 200 mil cristãos fugitivos resultaram das atrocidades dos turcos e bósnios muçulmanos em 1877. 
Em 19 de junho de 1875, os católicos em Gabela e de Hrasno - distritos inferiores da Herzegovina - inflamados pelas sobretaxas, se rebelaram contra as autoridades otomanas, sob a liderança de Dom Ivan Music. Uma revolta ortodoxa (popularmente conhecida como Armada Nevesinje ou пушка Невесињска) teve início em 9 de julho em torno do vilarejo de Nevesinje e na Herzegovina oriental. Posteriormente, um levante geral de toda a população cristã na Bósnia e Herzegovina se seguiu. Mais de 150 000 pessoas se refugiaram na Croácia. A resposta armada otomana entrou tanto com tropas do governo no âmbito do recém-nomeado governador da Bósnia e dos latifundiários locais e as suas próprias tropas irregulares. As tentativas de reprimir a revolta não foram bem sucedidas.
Os tumultos rapidamente se espalharam entre a população cristã das outras províncias otomanas nos Bálcãs (designadamente a Revolta de Abril na Bulgária). Os rebeldes foram ajudados com armas e voluntários de Montenegro e Sérvia. As atrocidades do Império Otomano em suprimir distúrbios nas províncias dos Bálcãs finalmente levaram à Guerra russo-turca de 1877–1878, que terminou com a derrota turca, e com a assinatura do Tratado de San Stefano em março de 1878, seguido em julho do mesmo ano, pelo Tratado de Berlim, reduzindo severamente territórios otomanos e seu poder na Europa. O Congresso de Berlim deu a Montenegro e a Sérvia independência e expansão territorial, enquanto que decidiu que a Bósnia e Herzegovina, mantendo-se nominalmente sob soberania turca, seria ocupada e governada pela Áustria-Hungria.